# Rifugio Città di Carpi
Il rifugio Città di Carpi è un rifugio situato nel comune di Auronzo di Cadore (BL), sul versante meridionale del gruppo dei Cadini di Misurina, nel Pian de 
la Musa, presso la forcella Maraia, a 2110 m s.l.m.

## Storia
Il rifugio è stato inaugurato il 19 settembre 1970 dalla Sezione di Carpi (da cui trae il nome) del Club Alpino Italiano, per il 25º anniversario di fondazione della sezione ed è dedicato alla memoria del capitano Manfredo Tarabini Castellani del battaglione Pieve di Cadore.

## Caratteristiche e informazioni
Il rifugio dispone di 32 posti letto e 2 posti nel locale invernale. È aperto da fine giugno a metà settembre e nei fine settimana invernali. Il rifugio è un posto tappa dell'Alta via n. 4. È anche un punto di partenza per vie ferrate e traversate nel gruppo dei Cadini di Misurina.

## Accessi
- Da Misurina Segnavia 120/116 ore 2.
- Da S. Marco (frazione di Auronzo), per Casera Maraia, segnavia 120/116 ore 2.10.
- Da Val Marzon, per Val d'Onge, segnavia 104/121 ore 3.

## Ascensioni
- Cima Eotvos 2837 m.
- Cima Cadin di S. Lucano 2839 m.
- Cima Cadin N-E 2790 m.
- Cima Cadin della Neve 2751 m.
- Cima Maraia.

## Traversate
- Al rifugio Fonda-Savio, per forcella del Nevaio, segnavia 116 ore 1.30, EEA.
- A Misurina, per forcella della Neve, segnavia 116/118 ore 2.30, E.

## Escursioni
- Al rifugio Col de Varda per sentiero attrezzato n.118 (Ciadin de le Pere, forcella de la Neve), a Ciadin de la Neve, a sinistra per sentiero attrezzato n.117 (forcella Misurina).
- Al rifugio Fonda-Savio per sentiero attrezzato n.118 (Ciadin de le Pere, forcella de la Neve), a Ciadin de la Neve, a destra, per sentiero attrezzato 117 (forcella del Diavolo).
- Al rifugio Fonda-Savio per sentiero attrezzato n.118 (Ciadin de le Pere), sotto Forcella de la Neve per sentiero attrezzato Duilio Durissini 112 (forcella Verzi, forcella del Nevaio, Ciadin del Nevaio).
- Al rifugio Fonda-Savio per sentiero attrezzato n.118 (Ciadin de le Pere), sotto Forcella de la Neve, a destra per sentiero attrezzato Duilio Durissini 112.
- Cima del Campo Duro: per sentiero attrezzato Pala del Fien n.116 (canalone Pala del Fien).